# Trichoptya metochrea
Trichoptya metochrea là một loài bướm đêm trong họ Noctuidae.